# 皮埃尔·阿戈斯蒂尼
皮埃尔·阿戈斯蒂尼（法語：Pierre Agostini，法語發音：[pjɛʁ aɡɔstini]；1941年7月23日—），法国实验物理学家，知名于对原秒物理学的开创性研究，尤其是发明了用于表征原秒光脉冲的“利用双光子跃迁干涉的原秒拍频重构”（RABBITT）技术。2023年，皮埃尔与安妮·吕利耶和费伦茨·克劳斯分得诺贝尔物理学奖。

## 人物经历
皮埃尔1941年生在突尼斯法属时期的突尼斯市，1959年在法国拉弗莱什法国国立皇家军校取得法国业士文凭。1961年，皮埃尔在艾克斯-马赛大学获得物理学文凭，1962年获高等深入研究文凭，1968年取得博士学位，1969年起在巴黎-薩克雷大學的萨克雷核研究中心担任研究员，直至2002年。2002年至2004年，皮埃尔在美国纽约州布鲁克黑文国家实验室担任访问学者，2005年担任俄亥俄州立大学物理学教授。

## 荣誉与奖项
- 荷兰物质基础研究基金会（FOM）乔普·洛斯（荷兰语：Joop Los）奖[5]
- 法国科学院古斯塔夫·里博（法语：Gustave Ribaud）奖（1995年）[7]
- 盖-吕萨克-洪堡奖（英语：Gay-Lussac–Humboldt Prize）（2003年）[8]
- 光学学会威廉·弗雷德里克·梅格斯光谱学奖（英语：William F. Meggers Award in Spectroscopy）（2007年）[9]
- 诺贝尔物理学奖（2023年）[3]

此外也是德国洪堡基金会学者，2008年起担任光学学会会士。